# Samurai Flamenco
Samurai Flamenco (サムライフラメンコ?), también conocido como Samumenco, es un anime japonés dirigido por Takahiro Omori y producido por el estudio Manglobe. Esta serie ha dado origen a un manga, escrito por Seiko Takagi y con dibujos de Sho Mizusawa.

## Argumento
Masayoshi Hazama es modelo y tiene un secreto: quiere ser un superhéroe. Es fanático del Tokusatsu y las series de Super Sentai Series. Por lo cual, quiere luchar por la justicia y por un mundo mejor. Es por eso que se convierte en "Samurai Flamenco". Por sus descuidos, el Oficial de Policía Gotō descubre su identidad y se convierte en su aliado.

## Personajes

### Principales
Masayoshi Hazama (羽佐間 正義 Hazama Masayoshi?)
Edad: 19 años.
Es modelo y fanático del tokusatsu, bajo influencia de su abuelo. Gracias a esto, decide convertirse en "Samurai Flamenco".
Hidenori Gotō (後藤 英徳 Gotō Hidenori?)
Edad: 24 años.
Es un Oficial de policía que descubre que Masayoshi es "Samurai Flamenco". A pesar de su profesión, no demuestra un marcado sentido de justicia.

### Mineral Miracle Muse/Flamenco Girls
Mari Maya (真野 まり Maya Mari?)
Edad: 18 años.
Forma parte del grupo idol "Mineral Miracle Muse", y es quien escribe y compone sus canciones. Tiene una personalidad muy alegre y positiva.
Mizuki Misawa (三澤 瑞希 Misawa Mizuki?)
Edad: 19 años.
Es la líder del grupo. Es originaria del oeste de Japón. Es muy madura y cuida de sus compañeras de grupo.
Moe Morita (森田 萌 Morita Moe?)
Edad: 17 años.
Es la última miembro del grupo. Aún estudia en el secundario. Es tímida y retraída. Tiene muy buena pronunciación en inglés.

### Samurai Sentai Flamenger
Anji Kuroki (黒木 闇児 Kuroki Anji?)
Edad: 24 años.
Anteriormente fue mercenario. Su especialidad es el manejo de armas.
Sakura Momoi (桃井 桜 Momoi Sakura?)
Edad: 23 años.
Es una joven que vive para el amor.
Sōichi Aoshima (青島 蒼一 Aoshima Sōichi?)
Edad: 28 años.
Es el honesto asistente de Jōji Kaname.
Hekiru Midorikawa (緑川 碧 Midorikawa Hekiru?)
Edad: 22 años.
Es estudiante de derecho.

### Antagonistas
King Torture (キング・トーチャー Kingu Tōchā?, lit. Rey Tortura)
From Beyond (フロム・ビヨンド Furomu Biyondo?, lit. Del más allá)
Shintarō F. Okuzaki (尾久崎・F・慎太郎 Okuzaki F. Shintarō?)
Haiji Sawada (澤田 灰司 Sawada Haiji?)

### Otros Personajes
Jōji Kaname (要 丈治 Kaname Jōji?)
Edad: 43 años.
Es el actor que interpretó al superhéroe principal del programa "Red Axe", del cual Masayoshi es fanático.
Jun Harazuka (原塚 淳 Harazuka Jun?)
Edad: 48 años.
Trabaja para la división R&D de la empresa "Monsters Stationary".
Sumi Ishihara (石原 澄 Ishihara Sumi?)
Edad: 28 años.
Es la representante de Masayoshi. Trabaja para la agencia "Caesar Pro".
Akira Konno (今野 明 Konno Akira?)
Edad: 32 años.
Es quien maneja el sitio web "HIGH ROLLERS HI!". Está muy interesado en Samurai Flamenco y quiere descubrir su identidad a toda costa.
Totsuka (戸塚 Totsuka?)

## Media

### Anime
La serie ha sido realizada por el estudio Manglobe. La misma, constó de 22 episodios que fueron televisados por los canales Fuji Television y noitaminA. Además, es transmitida por los sitios web Crunchyroll, Aniplex Channel, Wakanim.tv (Francia, Reino Unido, Irlanda e Isla de Man) y Peppermint Anime (Alemania). Para los países del Sudeste Asiático, la serie es televisada por Aniplus-Asia.
En los Estados Unidos, la serie ha sido licenciada por Aniplex of America. En Francia, es distribuida por @Anime. Por último, en Alemania, la distribución de la serie estuvo a cargo de Peppermint Anime y el doblaje por Metz-Neun Synchron.

#### Episodios
| #  | Título | Fecha de Emisión Japón                                      |
| -- | --- | ----------------------------------------------------------- |
|    | |                                                             |
| 1  | «¡El debut de Samurai Flamenco!» «Samurai Furamenko, debyū!» (サムライフラメンコ、デビュー！)                       | 28 de septiembre de 2013 (preestreno) 11 de octubre de 2013 |
| 2  | «No hay paraguas» «Kasa ga nai» (傘がない)                                                                          | 18 de octubre de 2013                                       |
| 3  | «Flamenco vs. Falso-Flamenco» «Furamenko VS Nisefuramenko» (フラメンコ VS ニセフラメンコ)                           | 25 de octubre de 2013                                       |
| 4  | «Idol pisoteado» «Aidoru jūrin» (アイドル蹂躙)                                                                      | 1 de noviembre de 2013                                      |
| 5  | «La justicia y él» «Seigi to wa» (正義とは)                                                                         | 8 de noviembre de 2013                                      |
| 6  | «¡Debemos atrapar a Samumenco!» «Samumenko o tsukamaero!» (サムメンコを捕まえろ！)                                  | 15 de noviembre de 2013                                     |
| 7  | «Cambiar el mundo» «Chenji・za・wārudo» (チェンジ・ザ・ワールド)                                                    | 22 de noviembre de 2013                                     |
| 8  | «¡Ataque! El cuerpo del mal» «Mōkō! Aku no gundan» (猛攻！悪の軍団)                                                 | 29 de noviembre de 2013                                     |
| 9  | «Una cuota inesperada» «Aragaenu noruma» (抗えぬノルマ)                                                             | 6 de diciembre de 2013                                      |
| 10 | «¡Batalla decisiva! La base enemiga» «Kessen! Teki no kichi» (決戦！敵の基地)                                       | 13 de diciembre de 2013                                     |
| 11 | «From Beyond» «Furomu・biyondo» (フロム・ビヨンド)                                                                  | 20 de diciembre de 2013                                     |
| 12 | «¡Documento! ¡¡Somos los Flamenger!!» «Dokyumento! Kore ga furamenjā da!!» (ドキュメント！これがフラメンジャーだ!!) | 10 de enero de 2014                                         |
| 13 | «La noche anterior a la batalla decisiva» «Kessen zenya» (決戦前夜)                                                 | 17 de enero de 2014                                         |
| 14 | «La destrucción de Japón» «Nippon kaimetsu» (ニッポン壊滅)                                                          | 24 de enero de 2014                                         |
| 15 | «Imitación y justicia» «Imitēshon・jasutisu» (イミテーション・ジャスティス)                                         | 31 de enero de 2014                                         |
| 16 | «El héroe vagabundo» «Sasurai no hīrō» (さすらいのヒーロー)                                                         | 7 de febrero de 2014                                        |
| 17 | «El poderoso primer ministro» «Sakyō Sōri» (最強総理)                                                               | 14 de febrero de 2014                                       |
| 18 | «Flamenco en el espacio» «Uchū de furamenko» (宇宙でフラメンコ)                                                     | 28 de febrero de 2014                                       |
| 19 | «Vida tranquila» «Shizuka na seikatsu» (静かな生活)                                                                 | 7 de marzo de 2014                                          |
| 20 | «Un muchacho del pasado» «Itsuka mita shōnen» (いつか見た少年)                                                      | 14 de marzo de 2014                                         |
| 21 | «Dime amor» «Ai o oshiete» (愛をおしえて)                                                                           | 21 de marzo de 2014                                         |
| 22 | «¡¡Samurai Flamenco al desnudo!!» «Samurai furamenko・neikiddo!!» (サムライフラメンコ・ネイキッド!!)                | 28 de marzo de 2014                                         |

#### Reparto
| Personaje           | Seiyū Original (Japón) | Actor de voz (Alemania) |
| ------------------- | ---------------------- | ----------------------- |
| Masayoshi Hazama    | Toshiki Masuda         | Patrick Mölleken        |
| Hidenori Gotō       | Tomokazu Sugita        | Florian Hoffmann        |
| Mari Maya           | Haruka Tomatsu         | Sophie Göbel            |
| Mizuki Misawa       | Mao Ichimichi          | Tanja Esche             |
| Moe Morita          | Erii Yamazaki          | Annette Potempa         |
| Anji Kuroki         | KENN                   | Patrick Keller          |
| Sakura Momoi        | Yukari Tamura          | Christiane Werk         |
| Sōichi Aoshima      | Showtaro Morikubo      | David Schulze           |
| Hekiru Midorikawa   | Toshiyuki Toyonaga     | René Dawn-Claude        |
| King Torture        | Shō Hayami             | Richard van Weyden      |
| Beyond Flamenco     | Akira Ishida           |                         |
| Shintarō F. Okuzaki | Kōji Ishii             |                         |
| Haiji Sawada        | Haruhisa Suzuki        |                         |
| Jōji Kaname         | Jūrōta Kosugi          | Renier Baaken           |
| Jun Harazuka        | Tōru Ōkawa             | Achim Barrenstein       |
| Sumi Ishihara       | Chie Nakamura          | Manuela Stüßer          |
| Akira Konno         | Satoshi Mikami         | Phil Daub               |
| Totsuka             | Masayuki Katou         |                         |

La narración estuvo a cargo de Nobuo Tobita (ep 3) y Hiroki Yasumoto (ep 11).

#### Banda sonora

##### Openings
- Just one life por SPYAIR.
- Ai Ai Ai ni Utarete Bye Bye Bye por FLOW.

##### Endings
Ambos estuvieron a cargo de "Mineral Miracle Muse", formado por Haruka Tomatsu, Mao Ichimichi y Erii Yamazaki.
- DATE TIME.
- Flight 23:00.

##### Otros
- Namida Boshi por Haruka Tomatsu (ep 10).
- Oretachi Flamenger! ~Samurai Sentai Flamenger no Theme~ por Toshiki Masuda, KENN, Yukari Tamura, Showtaro Morikubo y Toshiyuki Toyonaga.

### Samurai Flamenco: Another Days
Samurai Flamenco: Another Days es un manga publicado en la revista Gekkan GFantasy de la editorial Square Enix. Es una adaptación de la historia del anime. Sin embargo, se cuentan otros sucesos. Este manga constó de dos volúmenes.